# Banqi
El Banqi (en chino, 半棋; pinyin, bànqí) o Medio Ajedrez, también conocido como Ajedrez oscuro (暗棋) o Ajedrez ciego (盲棋), es un juego de mesa chino para 2 jugadores que se juega en un tablero de 4x8 casillas o en la mitad de un tablero de Xiangqi (o ajedrez chino). La mayoría de las partidas tienen una duración de entre 10 y 20 minutos aunque las partidas más avanzadas pueden durar una hora o incluso más. El Banqi es un juego social, usado más para divertirse que para competir.

## Equipo

### Tablero
Casi no existen tableros exclusivos para Banqi, es más normal jugar en tableros de Xiangqi (usando solo una mitad).

### Piezas
El Banqi usa las piezas del Xiangqi. Los reversos de las piezas deben ser iguales para los dos adversarios para que estas no puedan ser reconocidas cuando estén hacia abajo. Cada jugador controla cinco soldados, un General, y dos de cada una de las demás piezas tipo, haciendo un total de 16 piezas. En una partida típica las piezas de un jugador son rojas mientras que las del adversario son negras.

## Jugando
Las 32 piezas son barajadas y colocadas aleatoriamente boca abajo en las distintas casillas del tablero. Las piezas, como en el ajedrez occidental, se colocan en el interior de las casillas, y no en las intersecciones de las mismas como ocurre con el ajedrez chino.
El primer jugador gira una pieza y comienza el juego, el color de la pieza que ha girado será su color durante la partida. El segundo jugador entonces realiza un movimiento y así se van alternado hasta el final del juego.
El juego finaliza cuando un jugador no puede mover, siendo el perdedor. Muy a menudo el juego se pierde porque todas las piezas de un jugador han sido capturadas y por eso no puede mover, sin embargo puede ocurrir que un jugador rodee todas las piezas restantes del otro de tal forma que este no pueda moverlas.

## Reglas del movimiento
Hay tres clases de movimiento. Un jugador puede girar la pieza, mover la pieza, o capturar una pieza enemiga. En algunas variantes del juego se pueden realizar varias capturas en un solo movimiento.
Girar una pieza es un movimiento legal si existen piezas boca abajo en el tablero. Una vez girada la pieza debe ser movida, capturar o ser capturada.
Un jugador solo puede mover las piezas de su mismo color.
A diferencia que en el Xiangqi, todas las piezas se mueven de la misma forma; una pieza solo puede moverse una casilla hacia arriba, abajo, derecha o izquierda, nunca se puede mover a una casilla que esté ya ocupada a no ser que se trate de un movimiento de captura.